# Квак японський
Квак японський (Gorsachius goisagi) — вид птахів родини чаплевих (Ardeidae).

## Поширення
Птах гніздиться в Японії (на півдні Хонсю, у Кюсю та Сікоку). Одне гніздування зафіксоване на Тайвані, а у 2010 році зареєстровано на острові Чеджу (Південна Корея). Зимує, переважно, на Філіппінах, рідше на півдні Китаю та в Індонезії. Трапляється вздовж річок і боліт, узбережжя яких покрито густим лісом.

## Опис
Чапля заввишки до 49 см. Голова каштаново-коричнева з коротким каштановим гребенем з пір'я. Дзьоб відносно короткий і широкий. Верхній дзьоб темно-коричневий. Нижній дзьоб жовтий. Райдужка жовта. Бока шиї коричнево-коричневі, верх тіла блідо-каштановий. Від нього відрізняються темніші крила з чорнуватими головками, які мають широкий червоно-коричневий кінчик. Нижня сторона тіла коричнева з більш темними поздовжніми смугами. Ноги чорно-зелені.

## Спосіб життя
Раціон включає в основному крабів та інших ракоподібних. Є також комахи, дощові черв'яки і дрібна риба. Період розмноження припадає на травень-липень. Гніздо будує на високих деревах. Колоній не утворює, навіть за відповідних умов існування гнізда розташовані на відстані щонайменше 250 метрів одне від одного. Біологія розведення в основному не вивчена. Кладка складається з трьох-чотирьох яєць. Інкубаційний період триває від 17 до 20 днів, а молоді птахи починають оперятися на 35-37 день.